# NGC 479
NGC 479 (còn được gọi là UGC 893, MCG 1-4-31, ZWG 411.31, ARP 8, PGC 4905) là một thiên hà xoắn ốc trong chòm sao Song Ngư. Nó được phát hiện bởi nhà thiên văn học người Đức Albert Marth vào ngày 27 tháng 10 năm 1864. Nó cách Trái Đất khoảng 234 triệu năm ánh sáng.